# Mycosphaerella eugeniae
Mycosphaerella eugeniae är en svampart som beskrevs av Rehm 1905. Mycosphaerella eugeniae ingår i släktet Mycosphaerella och familjen Mycosphaerellaceae.   Inga underarter finns listade i Catalogue of Life.